# Боб Карр
Роберт Джон Карр (англ. Robert John "Bob" Carr; 28 вересня 1947) — австралійський політик. Він був міністром закордонних справ Австралії з 2012 по 2013 рік.

## Життєпис
Карр виріс у Матравіллі, передмісті Сіднея, де він відвідував Матравільську середню школу. Його батьки — Едвард та Філіс Карр. Він став членом Австралійської лейбористської партії у 15 років. Карр вивчав історію в Університеті Нового Південного Уельсу. Закінчивши навчання, працював з 1969 по 1971 роках журналістом ABC в радіопрограмі. 24 лютого 1973 року він одружився з Геленою Джон.
З 22 жовтня 1983 по 3 серпня 2005 р. Карр був правонаступником члена Білла Хей у парламенті штату Новий Південний Уельс. З 4 квітня 1995 по 3 серпня 2005 р. він був наступником прем'єр-міністра Нового Південного Уельсу Джона Фахі. 6 березня 2012 року він змінив Марка Арбіба члена австралійського Сенату Нового Південного Уельсу. Карр був наступником Кевіна Радді в Державному департаменті Австралії з 13 березня 2012 року, посаду, яку він обіймав до 18 вересня 2013 року.
З квітня 2014 року він очолює Австралійський інститут відносин з Китаєм (ACRI) у Сіднеї.
Окрім своєї політичної кар'єри, він написав кілька книг.